# Yangzi Jiang

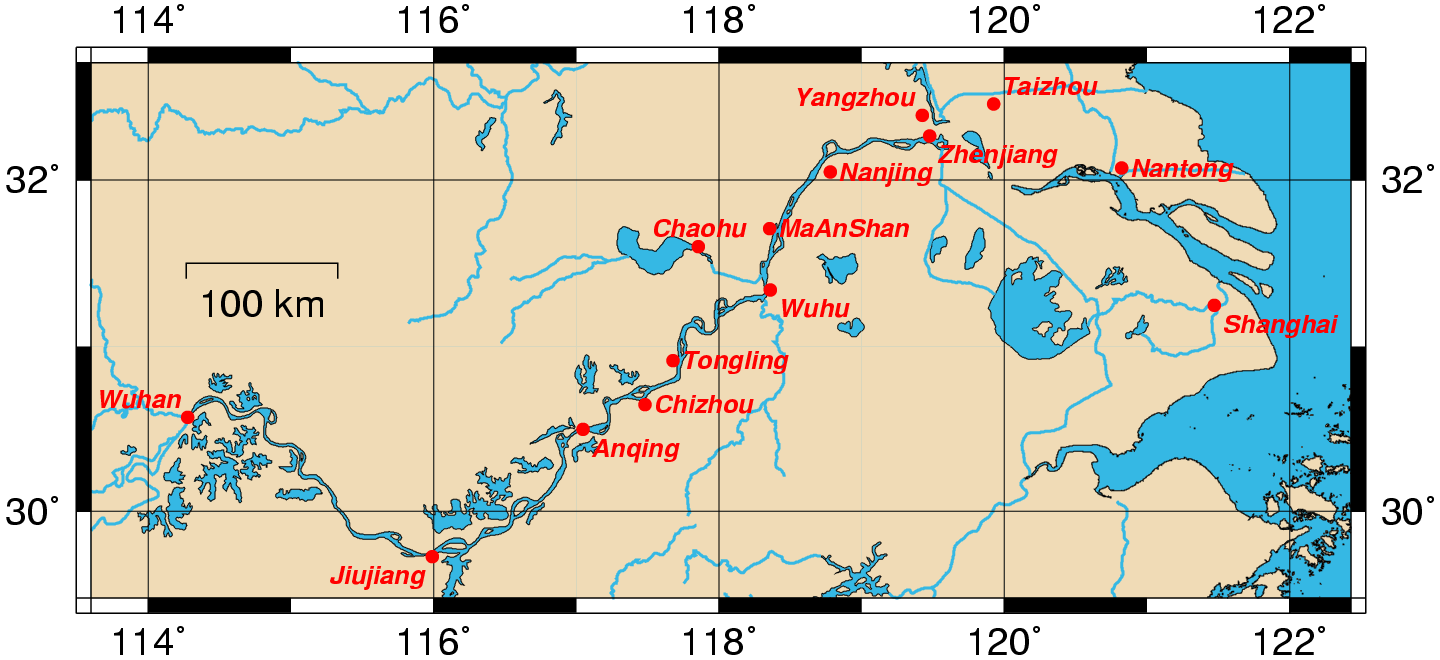
Karte vom Unterlauf des Chang Jiang

Yangzi Jiang ist im chinesischen Sprachgebrauch die Bezeichnung für den Unterlauf des Jangtsekiang (Chang Jiang) von den Städten Yizheng und Yangzhou abwärts. Im außerchinesischen Sprachgebrauch findet sich Yangzi Jiang auch als allgemeine Bezeichnung für den Fluss in seiner gesamten Länge. Von ihm leitet sich auch die traditionelle deutsche Benennung Jangtsekiang ab, während im chinesischen Chang Jiang die offizielle Bezeichnung ist.